# Awak Kuier
Awak Kuier (née le 19 août 2001 au Caire, Égypte) est une joueuse de basket-ball finlandaise disposant aussi d'un passeport égyptien.

## Biographie
Ses parents sont originaires du Soudan du Sud , de l'ethnie des Dinkas. Fuyant la guerre civile au Soudan, ils ont rejoint l'Égypte où Awak est née. La famille a par la suite obtenu l'asile en Finlande dans le cadre du Programme des Nations unies pour les réfugiés, alors qu'Awak avait deux ans. Sur le modèle de ses frères, elle commence le basket-ball à l'âge de dix ans à Karhula, une ville où le basket-ball est très populaire. Présente au camp NBA Basketball without Border en février 2017, elle s'y fait vite remarquer. Fin 2017, elle passe de Peli-Karhu au lycée Mäkelänrinne à Helsinki, puis à HBA-Märsky, équipe entraînée par Mirka Dettmann, l'épouse de l'entraîneur de l'équipe nationale finlandaise masculine Henrik Dettmann.
En avril 2019, le lycée Mäkelänrinne remporte le championnat du monde scolaire en Grèce.
Pour la saison 2020-2021, elle s'engage avec le club italien de Virtus Raguse. Pour la saison 2021-2022, ses statistiques sont de 16,6 points et 9,6 rebonds, puis elle rejoint Venise pour la saison suivante

## Équipe nationale
Elle passe directement de l'équipe nationale U16 aux séniores. Elle joue son premier match avec l'Équipe de Finlande de basket-ball féminin le 11 novembre 2017 et inscrit cinq points et six rebonds en 23 minutes contre la France, puis 4 points, 10 rebonds, 5 passes décisives et 2 interceptions en 31 minutes au match retour en février 2018 à seulement 17 ans,.
Avant sa première rencontre internationale, elle était déjà remarquée par sa capacité à enchaîner les dunks, qu'elle réussit depuis l'âge de 15 ans grâce notamment à son agilité et à une envergure hors norme, ce qui lui vaut d'être courtisée par les universités américaines bien avant son âge d'éligibilité et d'autres clubs .